# Friedrich Opel

Friedrich Opel als Radrennfahrer (1897)

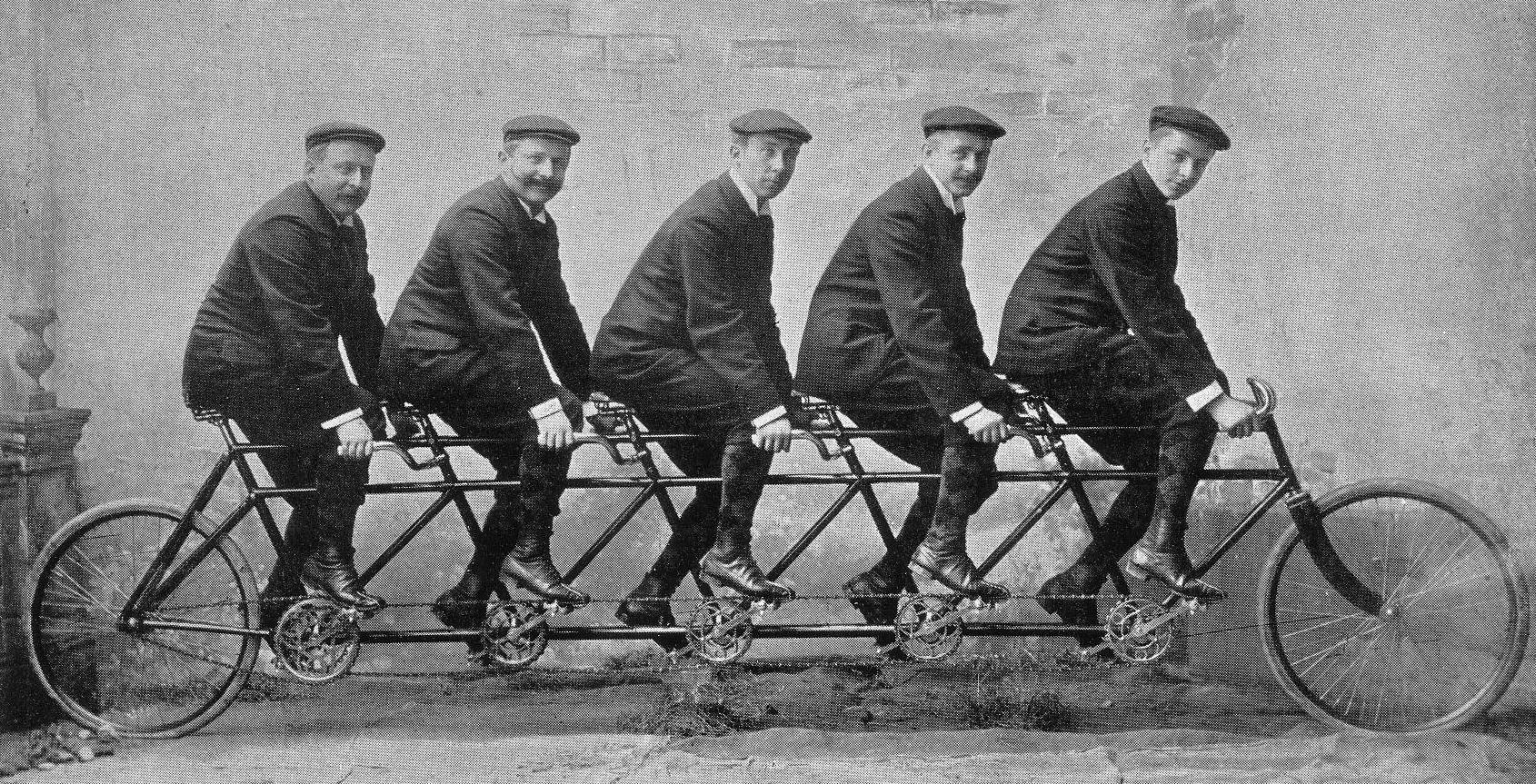
Die Gebrüder Opel (von links nach rechts): Carl, Wilhelm, Heinrich, Fritz und Ludwig

Friedrich Franz „Fritz“ Opel (* 30. April 1875 in Rüsselsheim; † 30. August 1938 in Wien) war ein deutscher Radsportler, Ingenieur, Automobilrennfahrer und Unternehmer aus der Familie Opel.

## Leben
Friedrich Opel ist der Sohn von Adam und Sophie Opel. Er studierte von 1894 bis 1897 am Technikum Mittweida Maschinenbau und war Chefkonstrukteur des deutschen Automobilherstellers Opel. Er führte zusammen mit seinem Bruder Wilhelm das Fließband in die deutsche Automobilindustrie ein. 1927 wurde er Ehrendoktor der TU Darmstadt.
Sein Vater Adam Opel gründete die Firma Opel 1862 in Rüsselsheim als Hersteller von Nähmaschinen, später erweiterte er das Unternehmen zur Fahrradmanufaktur. Nach dem Tod des Vaters 1895 übernahmen seine fünf Söhne Carl, Wilhelm, Heinrich, Ludwig und  Fritz die Firma. 1898 brachten Friedrich und sein Bruder Wilhelm das Unternehmen in die Automobilindustrie mit dem Kauf der Fabrik von Friedrich Lutzmann in Dessau.
Friedrich Opel war ein erfolgreicher Radsportler und gewann alleine ca. 180 Preise auf dem Opel-Rad. Einer seiner größten Triumphe war der Sieg bei der 620 Kilometer langen Fernfahrt Basel–Cleve 1894. Auch war er ein begeisterter Förderer des Automobilsports und Automobilrennfahrer. Fritz Opel startete für die eigene Marke u. a. beim Gordon-Bennett-Cup 1904, dem Kaiserpreis-Rennen 1907, der Targa Florio im selben Jahr, beim Grand Prix von Frankreich 1908 und beim Grand Prix von Belgien 1912.
Opel starb am 30. August 1938 im Alter von 63 Jahren. Er ist bestattet im Opel-Mausoleum in Rüsselsheim am Main.
Da Friedrich auch Fritz genannt wurde, wird er oft mit seinem Neffen, dem Automobilrennfahrer Fritz von Opel, verwechselt.

## Ehrungen
- 1921: Dr. Ing. E. h. der TH Darmstadt